# John Randolph
John Randolph, noto anche con il nome di John Randolph of Roanoke (2 giugno 1773 – 24 maggio 1833), è stato un politico e diplomatico statunitense, deputato del parlamento della Virginia e uno dei leader del movimento politico "Old Republican" (noto anche come "Quids" o "Tertium Quid").
Figlio di un ricco coltivatore di tabacco di nome John Randolph (1742-1775), divenne famoso per la forte opposizione politica che fece al presidente Jefferson dal 1804 al 1808 durante il suo secondo mandato da Presidente degli Stati Uniti. La sua carriera politica raggiunse l'apice sotto la presidenza di Andrew Jackson, quando fu nominato ambasciatore in Russia.